# Parides neophilus
Parides neophilus is een vlinder uit de familie van de pages (Papilionidae). De wetenschappelijke naam van de soort is voor het eerst geldig gepubliceerd in 1837 door Jacob Hübner.